# John Tileston Edsall
John Tileston Edsall (3.11.1902 - 12.6.2002) là nhà hóa sinh người Mỹ chuyên nghiên cứu về protein, đã có đóng góp đáng kể vào sự hiểu biết các hợp chất kỵ nước, và đã đoạt giải Willard Gibbs năm 1972.

## Cuộc đời và Sự nghiệp
Ông sinh tại Philadelphia, nhưng cùng với gia đình di chuyển tới cư ngụ ở Boston khi lên 10 tuổi. Ông tốt nghiệp ở Đại học Harvard, sau đó làm giáo sư ở đại học này.
Năm 1943 Edsall và Edwin Joseph Cohn xuất bản một quyển sách về hóa lý mang tên "Proteins, Amino Acids and Peptides", có ảnh hưởng rất sâu trên các nhà khoa học nghiên cứu protein ở thế hệ sau. Trong thế chiến thứ hai, Edsall làm việc chung với Edwin Joseph Cohn để áp dụng các phương pháp protein vào việc cất phân đoạn máu (blood fractionation).
John Edsall cũng là đồng biên tập viên sáng lập báo 
Advances in Protein Chemistry và giữ chức biên tập viên trong 30 năm.

## Gia đình
John T. Edsall kết hôn với Margaret Dunham of Scarsdale ngày 1.5.1929 ở Scarsdale, New York. Họ có ba con trai: James Lawrence Dunham Edsall (cũng gọi là Lawrence), (6.6.1930 - 8.7.1978) David T. Edsall, sinh năm 1933, và Nicholas C. Edsall, sinh năm 1936.